# Sony Ericsson K310i
Sony Ericsson K310i為索尼爱立信於2006年6月29日推出的GSM手提電話。內建30萬畫素數位相機。